# گوشن (آلاباما)
گوشن (به انگلیسی: Goshen) شهری در شهرستان پایک ایالت آلاباما است که مساحت آن ۶٫۶۸ کیلومتر مربع است و در سرشماری سال ۲۰۱۰ میلادی، ۲۶۶ نفر جمعیت داشته و تراکم جمعیتی آن، ۳۹٫۸۲ نفر در هر کیلومتر مربع بوده است.

## نگارخانه

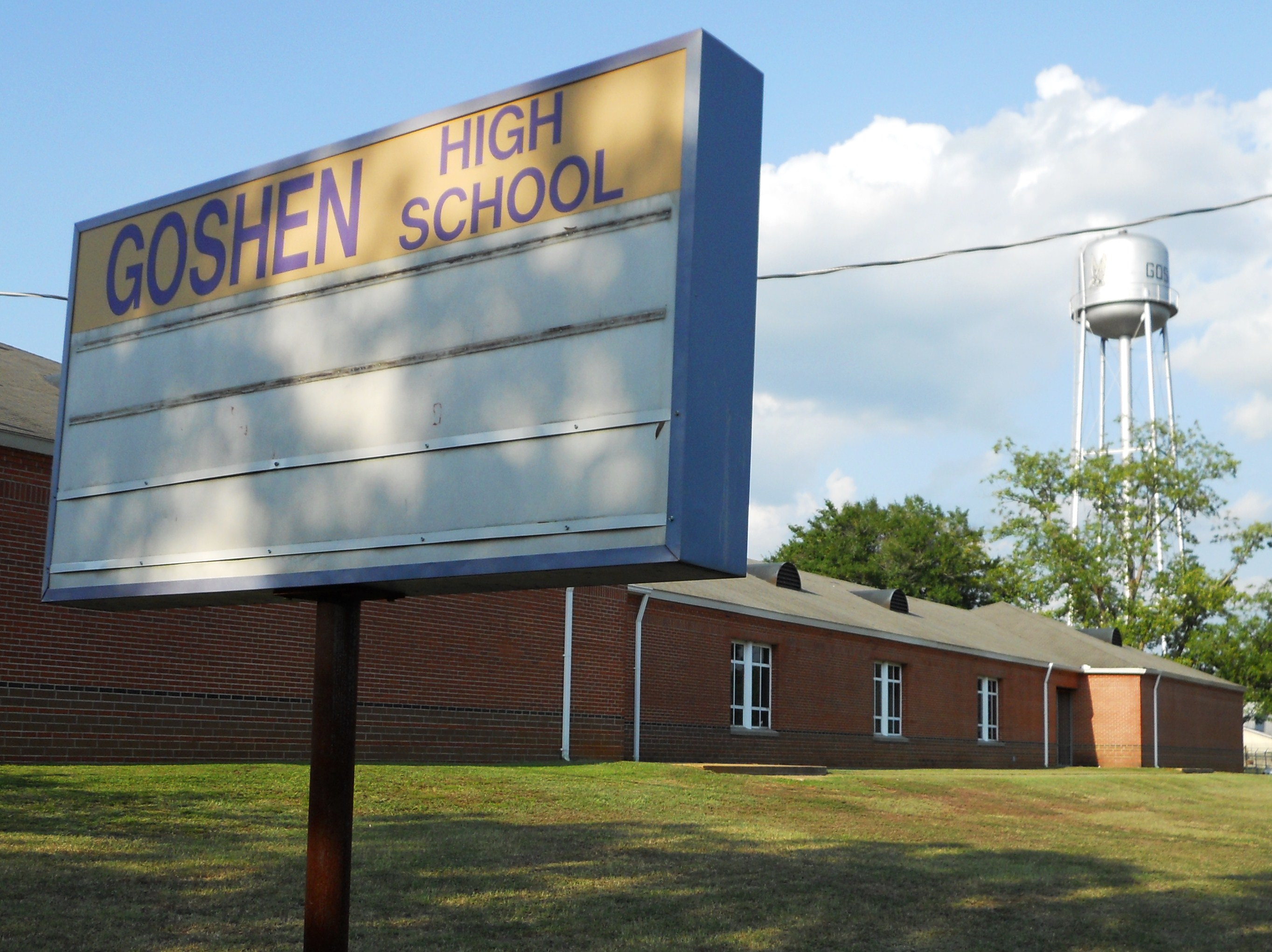
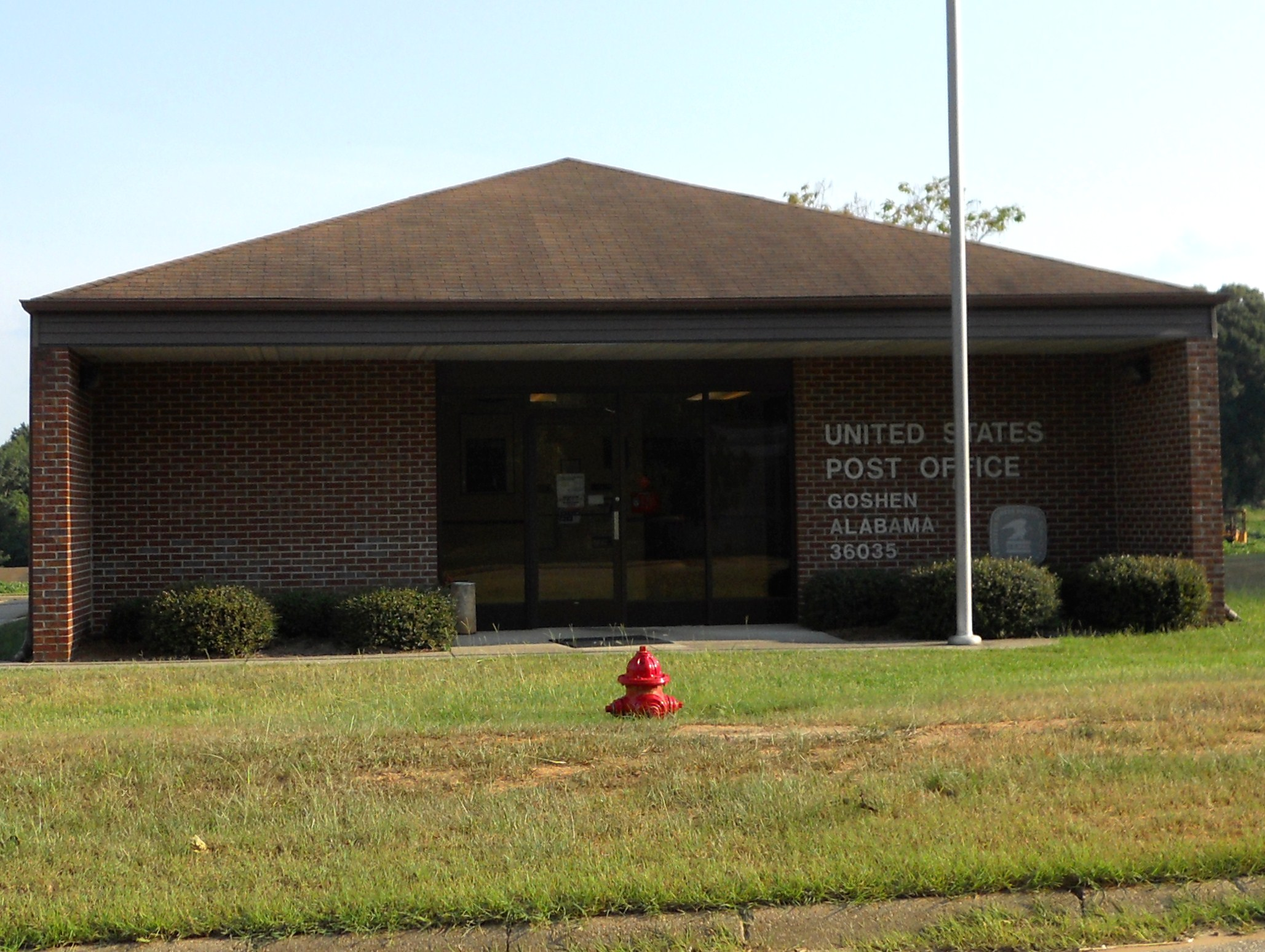